# Olga Ravn
Olga Sofia Ravn (nascida em 27 de setembro de 1986)  é uma poetisa e romancista dinamarquesa. Começou por publicar poesia, sendo aclamada pela crítica. O seu primeiro romance, Celestine (2015), também recebeu aplausos. É tradutora e trabalhou como crítica literária para o Politiken e várias outras publicações dinamarquesas. Em 2020, o seu romance Os Funcionários foi finalista do International Booker Prize.

## Infância e educação
Olga Ravn nasceu e cresceu em Copenhaga, filha da cantora Anne Dorte Michelsen e do artista visual e designer Peter Ravn. Em 2010, graduou-se pela Escola Dinamarquesa de Autores, na mesma cidade. 

## Percurso
Ravn publicou o seu primeiro poema, em 2008, na revista literária de Copenhaga Hvedekorn. Desde então, a sua poesia apareceu no Konvolut 28/6, Trappe Tusind , Verbale Pupiller, Antologi 2010 e Forfatterskolens Afgangsantologi 2010.⁣ A sua poesia inicial, descrita como "rítmica, divertida, sensual e rica em imagens", ganhou uma receção crítica positiva.
Em 2012 Ravn publicou a sua primeira coleção de poesia, Jeg æder mig selv som lyng ("Eu como-me como Heather"). A coleção explora como os corpos das mulheres jovens reagem à amizade, sexo e amor. Em 2013 a coleção foi traduzida para sueco. 
Em 2014, Ravn publicou um livro de poesia intitulado Mean Girl, consistindo de folhas de papel coloridas e pedaços brilhantes. Apenas 250 cópias foram lançadas, cada uma preparada com atenção individual para que nenhuma fosse idêntica.   Mean Girl (et utdrag), uma seleção de Mean Girl traduzida para o norueguês, foi publicada pela Flamme Forlag em 2015. 
Ravn foi editora do livro de 2015 Jeg ville være enke, og jeg ville være digter: Glemte tekster af Tove Ditlevsen ("Eu queria ser uma viúva, e eu queria ser um poeta: textos esquecidos por Tove Ditlevsen").
Em 2015, publicou o seu primeiro romance, Celestine, sobre a obsessão de uma professora de um internato por um fantasma que tem muito em comum com ela. A principal diferença entre os dois, ressalta a professora, é que ela ainda não está morta.
Ravn publica regularmente textos curtos, vídeos e fotos em seu blog e também no Tumblr.

## Obra publicada

### Livros
- Ravn, Olga (2015). Celestine (em dinamarquês). [S.l.]: Gyldendal. ISBN 978-87-02-16699-6 (Romance)
- Ravn, Olga (2015). Mean girl (et utvalg) (em Norwegian Bokmål). [S.l.]: Flamme Forlag. ISBN 978-82-8288-119-7 (Poemas)
- Ditlevsen, Tove (19 de Março de 2015).  Olga Ravn, ed. Jeg ville være enke, og jeg ville være digter: Glemte tekster af Tove Ditlevsen (em dinamarquês). [S.l.]: Gyldendal. ISBN 978-87-02-17283-6
- Ravn, Olga (2014). Mean Girl (em dinamarquês). [S.l.]: Private (Poemas)
- Ravn, Olga (2012). Jeg æder mig selv som lyng: pigesind (em dinamarquês). [S.l.]: Gyldendal. ISBN 978-87-02-11836-0 (Poemas)
- Ravn, Olga (2022). Os Funcionários. [S.l.]: Elsinore. ISBN 9789896233389 (romance)